# 이자슬라우

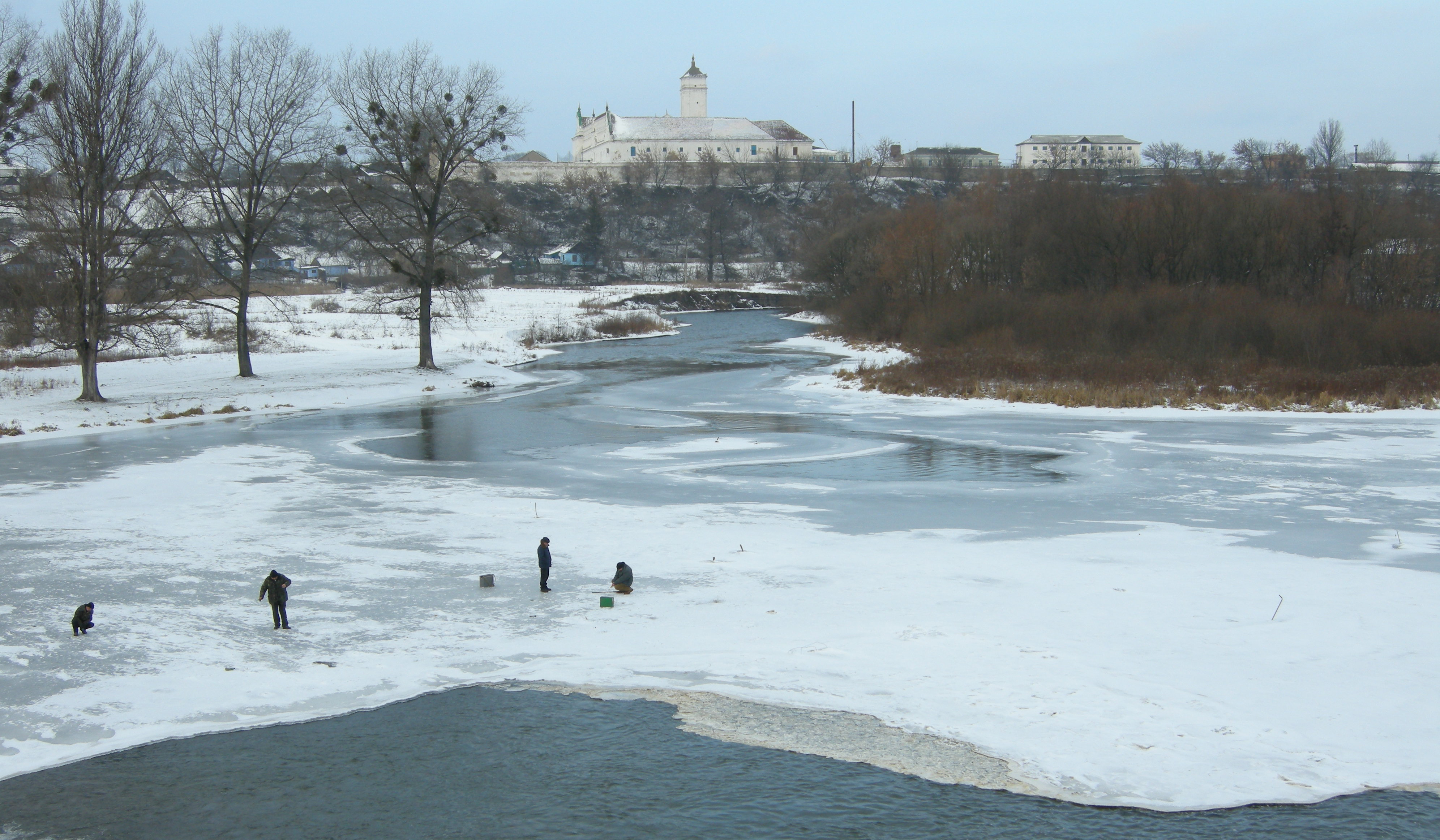
이자슬라우

이자슬라우(우크라이나어: Ізяслав)는 우크라이나 서부 흐멜니츠키주의 도시로 면적은 23.91km2, 인구는 15,996명(2022년 기준), 인구 밀도는 766.160명/km2이다.

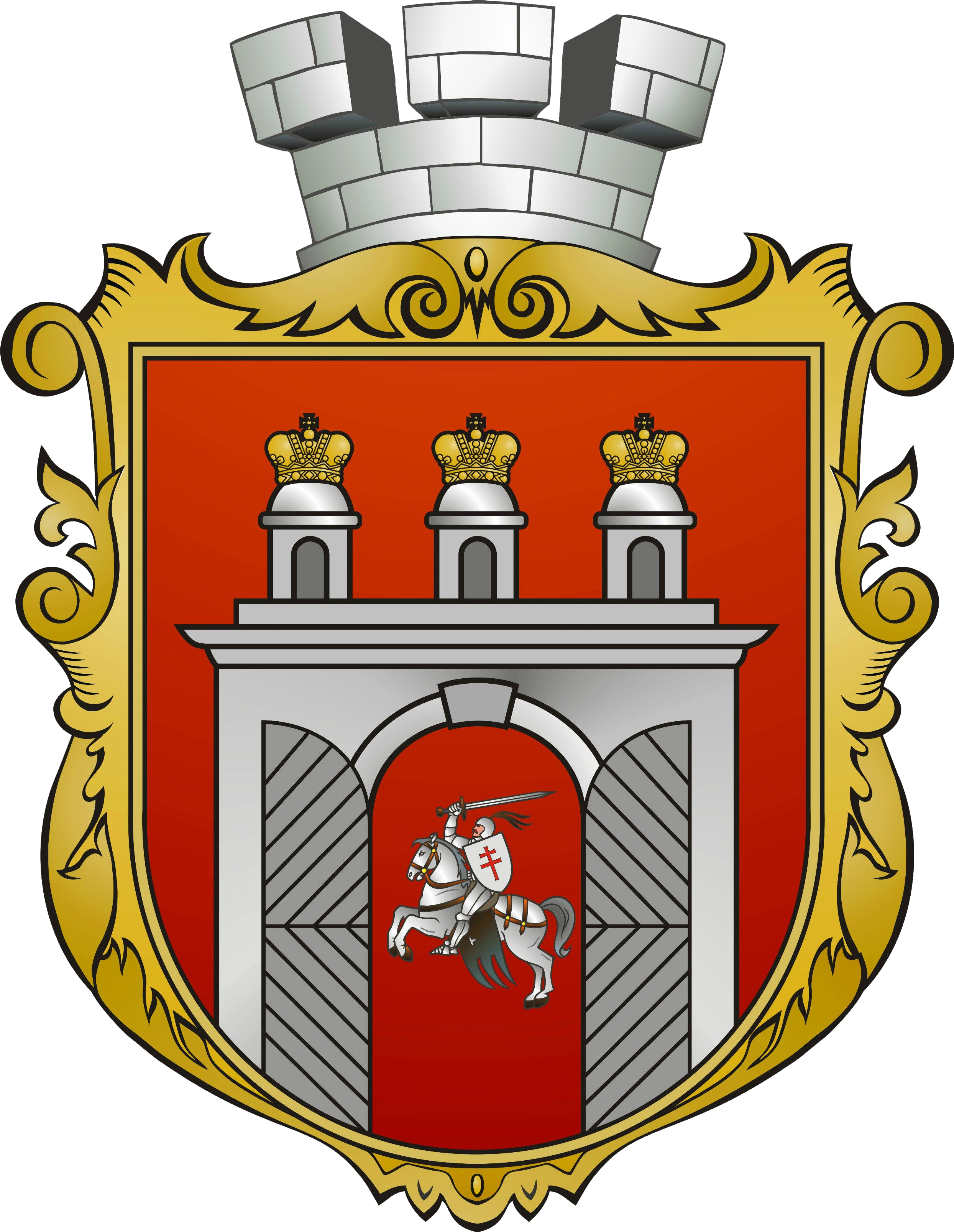
시 문장